# 2015 en Europe
Chronologie de l’Europe
- 2011
- 2012
- 2013
- 2014
- 2015
- 2016
- 2017
- 2018
- 2019

## Événements

### Janvier
- Mons et Plzeň deviennent capitale européenne de la culture pour un an.
- Début de la présidence lettonne du Conseil de l'Union européenne.
- La guerre du Donbass se poursuit en Ukraine.
- Entrée en vigueur de l'Union économique eurasiatique entre la Biélorussie, le Kazakhstan et la Russie.
- 1er janvier : la Lituanie adopte l'euro à la place du litas et devient le 19e membre de la zone euro.
- 11 janvier : second tour de l'élection présidentielle en Croatie, Kolinda Grabar-Kitarović est élue.
- 13 janvier : en Ukraine, l'attaque d'un bus transportant des civils à une soixantaine de kilomètres au sud de Donetsk fait douze morts[1].
- 14 janvier : le cours plancher entre le franc suisse et l’euro défini par la Banque nationale suisse est aboli.
- 15 janvier : Andorre commence à émettre des pièces de monnaie en euro.
- 21 janvier : les forces ukrainiennes perdent l'aéroport de Donetsk.
- 25 janvier : SYRIZA (gauche radicale) remporte les élections législatives en Grèce.
- 26 janvier :
  - Aléxis Tsípras, président de Syriza, est nommé Premier ministre de la Grèce, succédant à Antónis Samarás.
  - L'accident aérien de la base de Los Llanos en Espagne fait 11 morts.
- 27 janvier : commémorations du 70e anniversaire de la libération du camp d'extermination d'Auschwitz-Birkenau en Pologne, en présence de 42 délégations.
- 29 janvier : attentat de la NOS à Hilversum (Pays-Bas). La police arrive à appréhender l'homme qui n'a pas fait de victimes.

### Février
- 6 février au 21 mars : Tournoi des Six Nations en rugby à XV.
- 7 février : référendum en Slovaquie, invalidé pour cause de participation trop faible.
- 11 février : lancement par la fusée européenne Vega de l'IXV, première mini-navette spatiale de l'ESA.
- 14 février : des fusillades à Copenhague au Danemark font trois morts (dont le tireur).
- 15 février :
  - Un cessez-le-feu entre l'État ukrainien et les rebelles prorusses entre en vigueur dans l'Est de l'Ukraine[2].
  - Élections législatives locales à Hambourg en Allemagne, remportées par le SPD.
- 18 février :
  - Kolinda Grabar-Kitarović est investie présidente de la Croatie, succédant à Ivo Josipović.
  - L'ancien ministre de l'intérieur Prokópis Pavlópoulos est élu à la présidence de la République hellénique par le Parlement grec.
  - Chiril Gaburici entre en fonction comme nouveau premier ministre de la Moldavie et succède à Iurie Leancă.
  - En Ukraine, la bataille de Debaltseve se termine par une victoire des rebelles russes de la RPD qui s'emparent de la ville.
- 24 février : une fusillade à Uherský Brod en République tchèque fait 9 morts (dont le tireur) et 1 blessé grave.
- 27 février : l'ancien vice-premier ministre et opposant russe Boris Nemtsov est assassiné par balles à Moscou.

### Mars
- 1er mars :
  - Élections législatives en Andorre ;
  - Élections législatives en Estonie, le Parti de la réforme du premier ministre Taavi Rõivas conserve la majorité relative.
- 12 mars : l'Islande retire officiellement sa candidature à l'Union européenne, déposée en 2009 et gelée depuis 2013.
- 13 mars : Prokópis Pavlópoulos est investi président de la République hellénique et succède à Károlos Papoúlias.
- 18 mars : élections provinciales aux Pays-Bas.
- 22 mars : élections régionales en Andalousie (Espagne).

### Avril
- 11 avril : référendum sur la chasse à Malte.
- 19 avril : élections législatives en Finlande, le Parti du Centre obtient la majorité relative.
- 23 avril : sommet extraordinaire de l'Union européenne à Bruxelles en réaction au naufrage du 19 avril 2015 en Méditerranée[3].

### Mai
- 1er mai : ouverture de l'Exposition universelle de 2015 à Milan en Italie.
- 2 mai : naissance de Charlotte, fille de William de Cambridge et de Catherine Middleton au Royaume-Uni.
- 7 mai : élections générales au Royaume-Uni remportées par le Parti conservateur, David Cameron reste premier ministre.
- 9 mai : 4 morts dans le crash d'un Airbus A400M à Séville en Espagne.
- 10 mai : élections législatives locales à Brême en Allemagne.
- 19, 21 et 23 mai : demi-finales et finale du Concours Eurovision de la chanson 2015 à Vienne en Autriche.
- 22 mai : référendums constitutionnels en Irlande.
- 24 mai :
  - Élections régionales et municipales en Espagne ;
  - Au second tour de l'élection présidentielle en Pologne, Andrzej Duda est élu face à Bronisław Komorowski, président sortant.
- 29 mai : Juha Sipilä devient le nouveau premier ministre de Finlande, il succède à Alexander Stubb.
- 30 mai : l'ancien président de Géorgie Mikheil Saakachvili obtient la nationalité ukrainienne et est nommé gouverneur de la région d'Odessa.

### Juin
- 3 juin : élection présidentielle en Lettonie, Raimonds Vējonis est élu.
- 7 juin : référendum au Luxembourg, les trois propositions de réforme sont rejetées.
- 7 et 8 juin : sommet du G7 au château d'Elmau, en Bavière (Allemagne).
- 10 juin : en Pologne, le président de la Diète, Radosław Sikorski, et six ministres démissionnent en raison d'une affaire d’écoutes illégales[4].
- 12 juin : le premier ministre moldave Chiril Gaburici démissionne après avoir été accusé par la justice  d'« avoir falsifié un diplôme de lycée »[5] ; Natalia Gherman assure l'intérim à partir du 22 juin.
- 18 juin : élections législatives au Danemark, remportées par le bloc de droite.
- 20 juin : attentat à Graz en Autriche.
- 28 juin : le gouvernement Lars Løkke Rasmussen II est formé au Danemark.

### Juillet
- Début de construction de la barrière entre la Hongrie et la Serbie.
- 2 juillet : la BBC supprime 1 000 postes sur les 16 000 que compte l'entreprise[6].
- 5 juillet : le non l'emporte au référendum en Grèce dans le contexte de la crise de la dette publique grecque.
- 6 juillet : démission de Yánis Varoufákis, ministre grec des Finances ; il est remplacé par Euclide Tsakalotos.
- 8 juillet : Raimonds Vējonis entre en fonction comme nouveau président de la Lettonie, il succède à Andris Bērziņš.
- 13 juillet : accord au sein de la zone euro pour un nouveau plan d'aide à la Grèce, en contrepartie d’importantes réformes[7].
- 17 juillet : en Grèce, le gouvernement Tsípras I est remanié[8].

### Août
- 3 août : réouverture de la Bourse d'Athènes après cinq semaines de fermeture en raison de la crise de la dette publique grecque[9].
- 6 août : Andrzej Duda est investi président de la République de Pologne, succédant à Bronisław Komorowski.
- 20 août : démission du Premier ministre grec Aléxis Tsípras qui convoque de nouvelles élections législatives anticipées le 20 septembre.
- 22 août : l'écrasement d'un Hawker Hunter à Shoreham en Angleterre fait 11 morts.
- 27 août : Vassilikí Thánou-Christophílou est nommée Premier ministre de Grèce par intérim.

### Septembre
- 1er septembre : élections législatives aux Îles Féroé.
- 4 au 20 septembre : Championnat d'Europe de basket-ball masculin en France (avec des délocalisations en Croatie, Allemagne et Lettonie pour le premier tour).
- 6 septembre : échec du référendum en Pologne pour cause de participation trop faible.
- 9 septembre : La reine Élisabeth II bat le record de longévité sur le trône britannique de la reine Victoria.
- 15 septembre : la Hongrie ferme sa frontière avec la Serbie pour éviter le passage des migrants.
- 18 septembre au 31 octobre : Coupe du monde de rugby à XV 2015 en Angleterre et pays de Galles.
- 20 septembre : élections législatives en Grèce remportées par SYRIZA ; Aléxis Tsípras redevient Premier ministre.
- 27 septembre : élections régionales en Catalogne remportées par la liste indépendantiste (Ensemble pour le oui, Junts pel Sí).

### Octobre
- 4 octobre : élections législatives portugaises, l'alliance Portugal en avant du premier ministre sortant Pedro Passos Coelho (droite) arrive en tête.
- 11 octobre : élection présidentielle en Biélorussie, Alexandre Loukachenko est réélu pour un cinquième mandat.
- 12 octobre : la BBC estime qu'elle n'a pas les moyens de financer le passage au tout numérique pour la radio[10].
- 17 octobre : la frontière entre la Croatie et la Hongrie est fermée[11].
- 18 octobre : élections fédérales en Suisse.
- 22 octobre : Attentat de l'école de Trollhättan par Anton Lundin Pettersson en Suède.
- 25 octobre : élections législatives en Pologne, le parti d'opposition Droit et justice (droite conservatrice) remporte la majorité absolue.
- 30 octobre : le nouveau gouvernement portugais de Pedro Passos Coelho entre en fonctions.

### Novembre
- 4 novembre : Victor Ponta, Premier ministre de Roumanie, démissionne après l'incendie de la discothèque Colectiv.
- 8 novembre : élections législatives en Croatie.
- 17 novembre : le Parlement roumain accorde son investiture au gouvernement technique de Dacian Cioloș.
- 26 novembre : le gouvernement d'António Costa entre en fonctions au Portugal.
- 30 novembre : l'UER souhaite l'inclusion de récepteurs numériques dans tous les appareils de radio[12].

### Décembre
- 1er décembre : attentat dans le métro d'Istanbul  en Turquie.
- 3 décembre : référendum au Danemark, la remise en question de l'option de retrait est rejetée par 53,1 % des votants.
- 20 décembre :
  - élections générales en Espagne, le Parti populaire arrive en tête mais perd sa majorité absolue ;
  - référendum en Slovénie sur le mariage entre personnes de même sexe, le projet de loi est rejeté ;
  - graves inondations dans le nord de l'Angleterre[13].
- 31 décembre :
  - agressions sexuelles du Nouvel An en Allemagne ;
  - les émetteurs diffusant en ondes moyennes les programmes de RTL Radio et de Deutschlandfunk cessent d'être utilisés[14].